# Maurice Bishop
Bishop Maurice Rupert (ur. 29 maja 1944, zm. 19 października 1983) – polityk grenadyjski, prawnik. W latach 1979–1983 piastował stanowisko premiera Grenady.

## Życiorys
Urodził się 29 maja 1944 roku w Arubie, rodzice Bishopa pochodzili z Grenady. Wraz z nimi przeniósł się w 1950 roku na Grenadę, gdzie uczył się kolejno w Wesley Hall Primary School, St. George’s Roman Catholic Primary School i Roman Catholic Presentation College. W 1962 roku założył uczniowską organizację Grenada Assembly of Youth After Truth. Po ukończeniu college’u w 1963 roku przez krótki czas pracował jako urzędnik, następnie wyjechał do Wielkiej Brytanii, gdzie ukończył studia prawnicze na University of London. 
Na początku lat 70. zaangażował się w działalność opozycyjną przeciwko rządom Erica Gairyego. W 1973 roku został pobity przez wierną Gairy’emu bojówkę i uwięziony. Wydarzenie to przyczyniło się do zwiększenia jego popularności na wyspie. W tym samym roku utworzył organizację Movement For Assemblies of the People (MAP). Grupa szybko połączyła się z inną organizacją – Joint Action For Education Welfare & Liberation (JEWEL). W wyniku mariażu powstała partia Nowy Ruch JEWEL (Nowe Wspólne Przedsięwzięcie dla Dobrobytu, Edukacji i Wyzwolenia). Ugrupowanie przyjęło lewicowy charakter (grupowało wszelakie nurty lewicowe i rastafarian). Ruch opowiadał się za zreformowaniem państwa i rewolucją społeczną. Nie określał się przy tym jako marksistowski, zawierając jedynie programowe nawiązania do tej ideologii. Rząd Stanów Zjednoczonych oskarżał ruch o bycie agenturą kubańską i radziecką.  7 listopada 1976 roku jako kandydat Nowego Ruchu JEWEL został wybrany w skład Izby Reprezentantów.
13 marca 1979 roku pod nieobecność w kraju Gairy'ego zorganizował bezkrwawy zamach stanu. Powołał Ludowy Rząd Rewolucyjny a samego siebie ogłosił premierem, ministrem obrony i spraw wewnętrznych, informacji oraz zdrowia. Rząd rewolucyjny zapowiedział zorganizowanie demokratycznych wyborów, obiecując przy tym realizację radykalnych reform. Radykalne hasła Bishopa od początku konfrontowały go z rządem Stanów Zjednoczonych. Wśród dokonań rządu Bishopa znalazło się wprowadzenie bezpłatnej edukacji i opieki zdrowotnej, usprawnienie transportu publicznego i sektora bankowego, rozbudowa dróg, budowa nowych szpitali oraz udane kampanie alfabetyzacji i kształcenia nauczycieli. W polityce zagranicznej zbliżył się do bloku wschodniego. Na wyspę dotarło kilka grup kubańskich inżynierów i wykwalifikowanych robotników. Niezadowoleni ze zwrotu w polityce Grenady Amerykanie zaczęli rozsiewać plotki jakoby pracownicy ci stanowili personel wojskowy. Amerykańska administracja krytycznie odnosiła się również do zbrojeń przeprowadzanych przez wyspiarską Ludową Armię Rewolucyjną. Bishop bezskutecznie próbował zatrzymać wzajemne napięcia – w 1983 roku udał się do Waszyngtonu celem rozmów z amerykańskimi oficjelami. Wizyta premiera została w USA zlekceważona.
W 1982 roku doszło do konfliktu wewnątrz Ludowego Rządu Rewolucyjnego. Doszło wówczas do starcia pomiędzy Bishopem a radykalnie lewicowym wicepremierem Bernardem Coardem. W wyniku wojskowego puczu z 13 października 1983 roku wicepremier osadził Bishopa w areszcie domowym. 19 października odbyły się protesty społeczne w geście poparcia dla Bishopa. Na wieść o nich wierne Coardowi wojsko dokonało egzekucji Bishopa i kilku jego współpracowników. Śmierć premiera stała się bezpośrednim pretekstem amerykańskiej inwazji na wyspę do której doszło 25 października.
Jego imieniem nazwano później nowo wybudowany port lotniczy.